# Campionati asiatici di judo 1974
I Campionati asiatici di judo 1974 sono stati la 3ª edizione della competizione organizzata dalla Asian Judo Union.
Si sono svolti a Seul, in Corea del Sud.

## Medagliere
| Pos.   | Nazione       | Oro | Argento | Bronzo | Totale |
| ------ | ------------- | --- | ------- | ------ | ------ |
| 1      | Giappone      | 6   | 1       | 0      | 7      |
| 2      | Corea del Sud | 0   | 2       | 5      | 7      |
| 3      | Cina          | 0   | 1       | 2      | 3      |
| 4      | Filippine     | 0   | 1       | 1      | 2      |
| 5      | Hong Kong     | 0   | 1       | 0      | 1      |
| 6      | Filippine     | 0   | 0       | 4      | 4      |
| Totale | Totale        | 6   | 6       | 12     | 24     |

## Podi

### Uomini
| Evento        | Oro              | Argento         | Bronzo                          |
| fino a 63 kg  | Yoshiharu Minami | Zheng           | Chyung Jae-Young Renato Repuyan |
| fino a 70 kg  | Koji Kuramoto    | Ronald          | Han Sung-chul Geronimo Dyogi    |
| fino a 80 kg  | Shozo Fujii      | Kim Dae-Yong    | Hong Oscar                      |
| fino a 93 kg  | Katsuhiko Iwata  | Suranta Ginting | Fernando Garcia Kwon            |
| oltre a 93 kg | Sumio Endo       | Na Jung-Deuk    | Zheng Raymond                   |
| Open          | Shozo Fujii      | Sumio Endo      | Cho Jea-ki Kwon                 |